# Pseudolabrus eoethinus
Pseudolabrus eoethinus és una espècie de peix de la família dels làbrids i de l'ordre dels perciformes.

## Morfologia
Els mascles poden assolir els 20 cm de longitud total.

## Distribució geogràfica
Es troba al sud del Japó, Taiwan i el Mar de la Xina Meridional.